# Wólka Dobryńska
Wólka Dobryńska – wieś w Polsce położona w województwie lubelskim, w powiecie bialskim, w gminie Zalesie.
W latach 1975–1998 miejscowość administracyjnie należała do województwa bialskopodlaskiego.
Wieś jest sołectwem w gminie Zalesie. Według Narodowego Spisu Powszechnego z roku 2011 wieś liczyła 550 mieszkańców.
Wólka Dobryńska jest siedzibą rzymskokatolickiej parafii św. Stanisława Kostki.

## Historia
Dobryńska-Wólka w wieku XIX – wieś w powiecie bialskim, ówczesnej gminie Dobryń, parafii Malowa Góra. W 1827 r. spisano 31 domów 244 mieszkańców. W 1883 liczyła 40 domów i 358 mieszkańców oraz 1358 mórg obszaru. Tuż przed atakiem Niemiec na Związek Radziecki w lesie obok wsi rozlokowany był sztab 2 Armia Pancerna wojsk niemieckich.

## Transport
- E30  Droga krajowa nr 2 (E30): granica państwa – Świecko – Poznań – Warszawa – Terespol – granica państwa
- E30  Droga krajowa nr 68 (E30): Wólka Dobryńska – Kukuryki – granica państwa